# SaveNow
SaveNow est un logiciel espion créé par WhenU, enregistrant l'inventaire des sites visités pour personnaliser ses offres publicitaires. Cela a généralement pour effet de ralentir la vitesse de navigation. Il s'installe par défaut avec DivX Player et DAEMON Tools ainsi que BSplayer.
Les logiciels Ad-Aware et Spybot ne le reconnaissent pas forcément.